# Nininha Chochoba
Sebastiana Texeira de Almeida (Rio de Janeiro, 15 de dezembro de 1922 - 14 de fevereiro de 1996), mais conhecida como Nininha Chochoba ou Nininha Xoxoba, foi uma personalidade do carnaval carioca e a segunda porta-bandeira da Estação Primeira de Mangueira. Iniciou as atividades carnavalescas com cinco anos de idade, no momento da unificação dos blocos carnavalescos do Morro da Mangueira e da criação das primeiras escolas de samba em 1929.
Desempenhou a função de porta-bandeira da Mangueira entre os anos 1941 e 1953, fazendo par com os mestres-sala Jorge Rasgado, Ailton, Noel Canelinha e Delegado. Recebeu notoriedade por compor o papel de personalidade da Mangueira e conquistar o Estandarte de Ouro de "Melhor destaque feminino" para a escola em 1978.

## Biografia
Nascida na cidade do Rio de Janeiro em 15 de dezembro de 1922, era filha de Albino Antônio Teixeira e Maria Coador, uma tradicional frequentadora de rodas de jongo, caxambu e corimá. Coador era denominada como "jongueira", detinha de uma Casa de Jongo, influenciou na transição dos terreiros religiosos para as rodas de samba de terreiro e colaborou nas danças criadas por Chochoba posteriormente. Recém nascida, Chochoba se mudou para o Morro da Mangueira com a família, residindo no alto do morro ao fim da rua Travessa Saião Lobato, próximo do endereço da primeira sede da agremiação. Aos cinco anos começou a desfilar na união dos blocos de Mangueira na Praça Onze, e com sete anos, em 1929, participou da criação das rodas de samba, partido alto e aquece de terreiro da Estação Primeira de Mangueira, que iniciava suas organizações como uma escola de samba. Durante esses anos, desfilou no bloco infantil da Mangueira.
Em 1941, chamava a atenção na escola por sambar e gritar a palavra "Chochoba" na medida que se empolgava com a batucada. A partir de então, começou a ser denominada como Nininha Chochoba. Ainda no mesmo ano, após a saída da primeira porta-bandeira oficial da Mangueira, assumiu o pavilhão da escola. No Morro, além das atividades na escola, era famosa por ser rezadeira, benzedeira e conhecedora de ervas para simpatias. Se ausentou do posto de porta-bandeira em 1953, por decorrência da doença de sua mãe. Outras fontes, como reportagens do Jornal do Brasil, apontam que Chochoba abandonou o pavilhão após casar, o que teria ocasionado no nascimento de seus dois filhos gêmeos posteriormente. Em 1954, a Mangueira, patrocinada pela loja de tecidos Khalil M. Gebara, organizou o primeiro concurso de porta-bandeira. Chochoba compunha o juri da competição, e na disputa estavam as sambistas Marta, Irací e Neide da Mangueira, sendo a última a vencedora para substituir Chochoba nos desfiles oficiais da agremiação.
Anos depois, quando Roberto Paulino assumiu a presidência da Mangueira entre 1958 e 1960, resolveu reunir toda a velha-guarda da escola que estava afastada, chamando Nininha para virar destaque de honra na agremiação. Após sua solidificação como personagem de honra da escola,  ao lado de Dona Neuma e Cecéia, organizou a Ala Infantil, que desfilava a partir dos anos 1960 com mais de 52 crianças, além de desempenhar o papel de baiana nos desfiles. Em 1965, chamou atenção do ator Grande Otelo, sendo convidada por ele para participar como uma "sambista doente" no filme italiano Una rosa per tutti, cuja personagem era medicada pela atriz e protagonista Claudia Cardinale e se mostrava "curada" após ouvir a bateria de uma escola de samba. Em meados dos anos 1970, ainda era assídua nas atividades da escola de samba, participando como personalidade essencial em eventos como arraial, ensaios e festas em geral. Em 1978, ganhou o Estandarte de Ouro de "Melhor destaque feminino" por sua performance no desfile da Mangueira, com uma fantasia no valor de Cr$ 30 mil, pagos pela agremiação. Conforme reportagem publicada pelo Jornal O Globo, Chochoba faleceu em 14 de fevereiro de 1996 e foi velada em uma capela do núcleo populacional "Buraco Quente" no Morro da Mangueira, porém as causas da morte são desconhecidas.

## Notoriedade
Aliás, que capítulo especial ver Nininha Xoxoba já envelhecida, os calcanhares ralados a caco de telha, girando o PARANGOLÉ com o garbo e a majestade de ex-porta bandeira da Escola de Samba, e, suas mirongas reavivadoras do jongo, filha que era da grande jongueira Maria Coador e nascida e criada dentro do maior centro de jongo, samba-raiado, samba duro da Mangueira. O despertar do inconformismo de uma vida tecida de acasos miseráveis e festa que se dobra sobre si mesma e se abre no espaço em torno, se reassume e se expressa. Estandarte antilamúria. Em dois PARANGOLÉS exemplares estão impressos noções-alicerces: em um, ESTOU POSSUÍDO e noutro, INCORPORO A REVOLTA. PARANGOLÉ, gíria do morro, com uma multiplicidade imensa de significações, variando, dançando conforme os conformes.

—Maurice Merleau-Ponty sobre Chochoba na conferência "O Homem e a adversidade".
Embora Chochoba tenha contribuído desde a infância na criação da Estação Primeira de Mangueira, seus esforços não constam na história oficial da agremiação. Inicialmente, a sambista não aceitou o cargo de primeira porta-bandeira após a saída de Raimunda, em 1941. A oficialização no posto aconteceu após Francisco Honorato do Nascimento, presidente da Mangueira na época, juntamente com Pedro Palheta e Jorge Candinho, obrigar Chochoba a assumir o pavilhão com ameaça de expulsão. A partir de então, foi par de Jorge Rasgado, Ailton e Noel Canelinha, quando finalmente descobriu a figura de Delegado, resgatando-o da “Ala dos Duques” da Mangueira. Enquanto porta-bandeira, a sambista inovou por mandar beijos para o público e júri enquanto aplicava o rodopio da bandeira no bailado, com o "estandarte acompanhando os passos cadenciados da sua porta bandeira", sendo classificada por Delegado como "a melhor" ou "uma grande" porta-bandeira. Entre o período de 1941 e 1953, quando exerceu a função de "porta estandarte" ou "porta bandeira" oficial da agremiação, algumas vezes era substituída nos ensaios por Raimunda, que abandonou o posto mas manteve-se presente nos desfiles da escola.
Mesmo que tenha aparecido em colunas de fofoca sobre o samba no jornal A Manhã da década de 1940, Chochoba acabou ganhando notoriedade nos meios de comunicação a partir dos anos 1960, por conta da sua retomada aos desfiles da Mangueira nessa época. O jornalista Sérgio Cabral, cobrindo o Carnaval do Rio de Janeiro em 1961 pelo Jornal do Brasil, declarou em dois momentos diferentes, que "atualmente, Nininha é a figura de destaque da escola" e "Nininha, a melhor e mais famosa pastora de escola de samba". Em decorrência de sua maneira peculiar de dançar por fazer movimentos verticais com as nádegas, a sambista, em um relato escrito pelo artista Hélio Oiticica em 1964, se tornou "tradição do samba", o que fazia "dela uma das maiores preferências dos que assistem ao desfile − há quem venha só para vê-la". Por conta da popularidade, Chochoba protagonizou uma rivalidade contra a passista Paula do Salgueiro, que além de disputarem, travavam críticas sobre “desfile para jurí” contestando para a mídia os critérios, as notas e exaltando um carnaval popular sem competições.
Por conta da sua assídua presença no Carnaval do Rio de Janeiro e participar de um filme italiano sobre o tema, aumentou a notoriedade de sua participação nos eventos de Mangueira. Após a presença de Oiticica nesse mesmo espaço, Chochoba foi convidada para fazer parte do projeto Parangolés, sendo fotografada por Andreas Valentin com uma capa verde e rosa na obra intitulada "Parangolé P8, Capa 05 – Mangueira". As obras do projeto receberam notoriedade internacional, onde Chochoba foi notada pelo filósofo francês Maurice Merleau-Ponty, na conferência "O Homem e a adversidade".
No Morro da Mangueira, Chochoba desempenhou funções administrativas na escola de samba, pelo menos, desde 1940, organizando festas e fazendo parte de comissões promotoras de eventos. Por conta dessa presença assídua, construiu uma identidade na comunidade, sendo reconhecida por Cartola como "o despertador do morro", por cantar com uma voz poderosa logo no amanhecer do dia. Após seu falecimento, foi reconhecida em exposições sobre "história do samba e sua gente" no "Museu do Samba", do Centro Cultural Cartola. Em 2014, o Programa de Aceleração do Crescimento transformou a Travessa Saião Lobato, na Mangueira, em um "Corredor Cultural". A casa de Chochoba se tornou um dos pontos turísticos do projeto.
No carnaval de 2022 da Mangueira, que homenageou três personalidades do Morro: Cartola, Jamelão e Delegado, Chochoba foi novamente lembrada. Na décima nona ala do desfile, chamada de "Nota Dez", foi um tributo às notas máximas desempenhadas por Delegado nas disputas, com Chochoba sendo uma das suas companheiras. Na vigésima ala, chamada de "Ele e Elas", homenageia as portas-bandeira que acompanharam Delegado, sendo Chochoba novamente relembrada com uma foto sua nas fantasias.

## Filmografia
| Ano  | Título             | Personagem | Nota                              | Ref           |
| ---- | ------------------ | ---------- | --------------------------------- | ------------- |
| 1967 | Una rosa per tutti | Sambista   | Longa-metragem; não creditada     | [ 35 ] [ 5 ]  |
| 1979 | H.O.               | Ela mesma  | Curta documentário; não creditada | [ 36 ] [ 37 ] |

## Premiações
- Estandarte de Ouro

1978- Melhor destaque feminino (Mangueira)